# Bahnhof Mölln (Lauenburg)
Der Bahnhof Mölln (Lauenburg) befindet sich in der gleichnamigen Stadt im Kreis Herzogtum Lauenburg. 
Es liegt an der am 16. Oktober 1851 eröffneten Bahnstrecke Lübeck–Lüneburg.
1899 wurde die Bahnstrecke Mölln–Hollenbek (genannt Hein Hollenbek) eröffnet, die bis 1959 bestand und in Hollenbek Anschluss zur Kaiserbahn hatte. Heute ist nur noch die Bahnstrecke Lübeck–Lüneburg in Betrieb.

## Bahnanlagen
Das Bahnhofsgelände wurde 2008 renoviert. Die alten Formsignale wurden dabei durch Lichtsignale ersetzt und die Schwellen von Gleis 2 sowie der Bahnübergang von Grund auf erneuert. Alle Nebengleise für den Güterverkehr und auch das Anschlussgleis zu Heidenreich & Harbeck wurden entfernt.

## Gebäude
Das erste Empfangsgebäude wurde gleichzeitig mit Eröffnung der Strecke eröffnet.
1899 wurde südlich davon ein neues größeres Gebäude, in typischer preußischer Bahnhofsarchitektur, errichtet.
Das alte, erste Empfangsgebäude ist heute in Privatbesitz und steht als Bauliche Anlage unter Denkmalschutz.
Das neuere ist im Besitz der Vereinigte Stadtwerke GmbH (VSG). Von 2003 bis 2018 gab es dort ein Restaurant und einen Kiosk. Die früher im Personenverkehr genutzte Schalterhalle war mindestens ab 2008 wegen Vandalismus geschlossen.
2015 wurde der Bahnsteig auf 76 cm erhöht und barrierefrei ausgebaut, dabei aber auch auf 100 m verkürzt.
2019 bis 2020 wurde das Gebäude saniert und umgebaut. Seitdem ist die Wartehalle wieder geöffnet. Weiter ist im Innenbereich eine Bäckerei, eine VSG-Kundenfiliale sowie ein WC zu finden.
Die beiden Empfangsgebäude stehen zusammen mit dem gegenüberliegenden ehemaligen Güterschuppen und zwei – seit 2008 nicht mehr genutzten – Stellwerksgebäuden (eines nördlich am Bahnübergang (Mn), eines südlich beim Gelände von Heidenreich & Harbeck (Mf)) als Sachgesamtheit unter Denkmalschutz.

## Betrieb
Der Bahnhof verfügt über zwei Gleise, wobei im Personenverkehr seit Dezember 2008 nur noch das Gleis 1 am Hausbahnsteig genutzt wird, da die Kreuzungsmöglichkeit in Ratzeburg reaktiviert wurde und die Züge seitdem dort kreuzen. Zwischen den Gleisen 1 und 2 befindet sich ein weiterer, nicht modernisierter Bahnsteig, der nicht mehr unterhalten wird. Güterverkehr findet nur noch gelegentlich statt.
Der Betrieb wird seit 2008 vom elektronischen Stellwerk in Lübeck aus geregelt. Gab es früher auch durchgehenden Fernverkehr Kiel–Lübeck–Lüneburg–Hannover, so verkehren heute nur noch Regionalbahnen. Die Linie RE83 verkehrt durchgehend zwischen Kiel und Lüneburg.
| Linie           | Zuglauf | Takt      | Kursbuchstrecke                      | Eisenbahnverkehrs-unternehmen | Fahrzeugmaterial       |
| --------------- | --- | --------- | ------------------------------------ | ----------------------------- | ---------------------- |
| RE 83           | Kiel Hauptbahnhof – Raisdorf – Preetz – Ascheberg (Holst) – Plön – Bad Malente-Gremsmühlen – Eutin – Bad Schwartau – Lübeck Hauptbahnhof – Lübeck-Hochschulstadtteil – Lübeck Flughafen – Ratzeburg – Mölln – Büchen – Lauenburg (Elbe) – Echem – Lüneburg | stündlich | 145: Kiel–Lübeck und Lübeck–Lüneburg | erixx Holstein GmbH           | 2 × Stadler FLIRT Akku |
| Stand: Mai 2024 | |           |                                      |                               |                        |

Zahlreiche Regionalbuslinien, die vom Bahnhofsvorplatz abfahren, verbinden den Bahnhof unter anderem mit der Möllner Innenstadt und Hamburg-Bergedorf.